# Sheffield (album)

Sheffield è un album in studio degli Scooter pubblicato nel 2000.

## Tracce
1. Mc's Missing – 1:12
2. Don't Gimme The Funk – 4:12
3. I'm Your Pusher – 3:59
4. Where Do We Go? – 4:05
5. Sex Dwarf – 4:19
6. She's the Sun – 4:52
7. Space Cowboy – 5:53
8. Never Slow Down – 3:56
9. Down To The Bone – 4:11
10. Summer Wine – 3:44
11. Dusty Vinyl – 4:52
12. Cubic – 5:04

Durata totale: 50:19

## Tracce aggiuntive
1. I'm Your Pusher (airscape mix)- 7:57
2. The Pusher- 5:52
3. Firth Of Forth - 3:40